# Червоное (Кальмиусский район)
Червоное (укр. Червоне) — село на Украине, находится в Волновахском районе  Донецкой области. Под контролем Донецкой Народной Республики.

## География

#### Соседние населённые пункты по странам света
С: Андреевка
СЗ: Доля, Луганское
СВ: Марьяновка
З: Любовка, Молодёжное, Малиновое
В: Новосёловка, Обильное
ЮЗ: —
ЮВ: Новобешево
Ю: Коммунаровка

## Население
Население по переписи 2001 года составляет 95 человек.

## Общие сведения
Почтовый индекс — 85712. Телефонный код — 6244. Код КОАТУУ — 1421583806.

#### Адрес местного совета
85712, Донецкая область, Волновахский р-н, с. Любовка, ул.Гагарина, 66.